# ETR 470

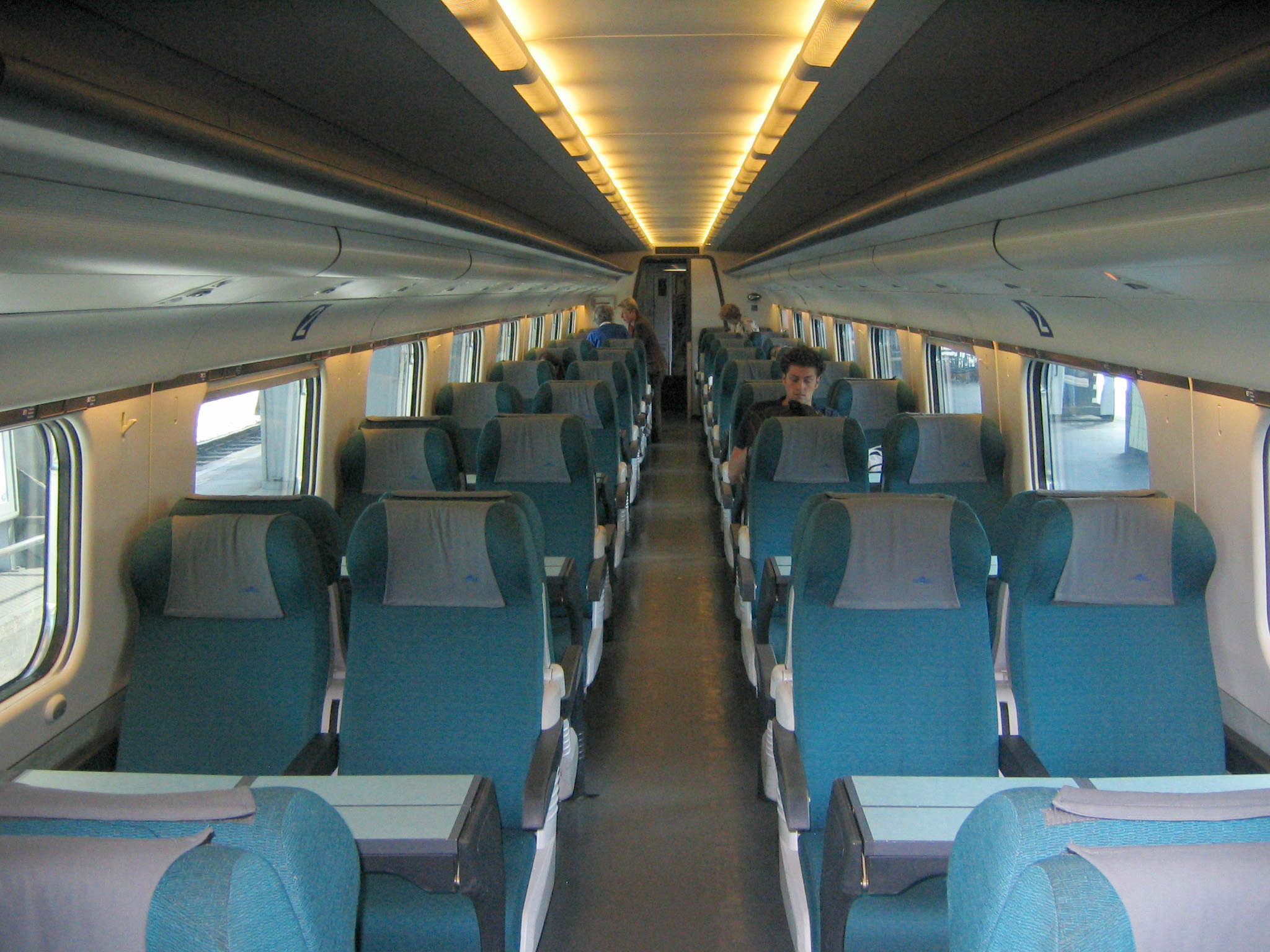
Interiér vozu 2. třídy ETR 470

ETR 470 (ElettroTreno 470) je vysokorychlostní naklápěcí elektrická jednotka, kterou od roku 2022 provozuje pouze řecko-italská soukromá společnost TrainOSE. Byla představena v září 1996, celkem devět jednotek bylo postaveno pro italsko-švýcarskou firmu Cisalpino. Vyrobila je společnost Fiat Ferroviaria (nyní Alstom) a mohly se naklápět až o 8°. V současnosti (k roku 2022) jezdí v Řecku tři jednotky. Před svým příchodem do Řecka vykonávaly služby pod názvem Frecciabianca.

## Specifikace
Jedna jednotka pojme až 475 cestujících, je k dispozici také restaurace. Navrhl je italský designér Giorgetto Giugiaro. Původně byly navrženy pro stejnosměrný provoz 3 kV a střídavý 15 kV 16,7 Hz, měly čtyři pantografy a také naklápěcí mechanismus, který umožňuje náklon až 8 stupňů.

## Výroba a provoz
Elektrická jednotka je členem "rodiny" vlakových souprav typu Pendolino vyráběných společností Fiat Ferroviaria v severoitalském Saviglianu.
Tento typ byl vyroben jen pro italsko-švýcarskou společnost Cisalpino, která je využívala pro spojení mezi největšími městy Švýcarska a severní Itálie. Později[kdy?] byly z provozu na švýcarském území pro nespolehlivost vyřazeny. Ze stejného důvodu bylo již dříve původní vozební rameno Stuttgart–Curych–Milán zkráceno na úsek Curych–Milán. Nástupcem jednotek ETR 470 je typ ETR 610, který byl zaveden do provozu v roce 2007.
Od počátku provozu se tyto jednotky potýkaly s technickými problémy, v jejichž důsledku vznikala častá zpoždění. Mezi nejvážnější problémy patří požár jednotky ve švýcarském tunelu Zimmerberg dne 11. dubna 2006.
Vzhledem k přetrvávajícím potížím s provozem těchto souprav Švýcarské spolkové dráhy v květnu 2011 oznámily záměr ukončit pravidelný provoz v prosinci 2014.
Italský státní dopravce Trenitalia provoz těchto jednotek ukončil začátkem roku 2021 a všechny jednotky byly odprodány do Řecka společnosti TrainOSE s úpravou na tamní provoz. V květnu 2022 byly nasazeny na trať Athény–Soluň.